# 尖舌早熟禾
尖舌早熟禾（学名：Poa ligulata），为禾本科早熟禾属下的一个植物种。